# Dara Calleary
Dara Calleary (ur. 10 maja 1973 w Ballinie) – irlandzki polityk, działacz Fianna Fáil i zastępca lidera tej partii, parlamentarzysta, w 2020 i od 2025 minister.

## Życiorys
Pochodzi z rodziny o tradycjach politycznych, w parlamencie zasiadali jego dziadek Phelim Calleary i ojciec Seán Calleary. Studiował w Trinity College w Dublinie. Pracował m.in. na stanowiskach menedżerskich w organizacji gospodarczej Chambers Ireland.
Wstąpił do ugrupowania Fianna Fáil. Od 1994 był członkiem jej komitetu młodzieżowego, a w 1997 zasiadł we władzach krajowych. W 2007 po raz pierwszy został wybrany do Dáil Éireann, z powodzeniem ubiegał się o reelekcję w wyborach w 2011, 2016, 2020 i 2024. W latach 2009–2011 zajmował niższe stanowisko rządowe ministra stanu w różnych departamentach. Odpowiadał początkowo za sprawy pracy, następnie za przekształcenia służb publicznych.
W marcu 2018 został zastępcą lidera Fianna Fáil Micheála Martina. W czerwcu 2020 nowy premier Micheál Martin  powierzył mu funkcję government chief whip. W lipcu 2020 w tym samym gabinecie przeszedł na stanowisko ministra rolnictwa, żywności i gospodarki morskiej, gdy po kilkunastu dniach urzędowania zdymisjonowany został Barry Cowen. Podał się do dymisji po kilku tygodniach urzędowania w sierpniu 2020, gdy ujawniono, że uczestniczył w kolacji zorganizowanej przez Oireachtas Golf Society z naruszeniem restrykcji wprowadzonych w związku z pandemią COVID-19. W tym samym miesiącu odszedł również z funkcji wicelidera partii.
W sierpniu 2022 powrócił do administracji rządowej, został wówczas ministrem stanu w departamencie przedsiębiorczości, handlu i zatrudnienia (od czerwca 2024 z uprawnieniem udziału w posiedzeniach gabinetu). W styczniu 2025 w nowo powołanym rządzie Micheála Martina został natomiast ministrem ochrony socjalnej, rozwoju obszarów wiejskich i wspólnot oraz do spraw Gaeltachtu.